# Крањ
Крањ (словен. Kranj) је град у Словенији и најважније насеље Горењске регије. Крањ је и управно средиште истоимене општине Крањ.

## Географија
Град Крањ налази се у средишњем делу земље, у области Горењско. Од престонице Љубљане Крањ је удаљен свега 20 km северозападно и то је најближи већи град престоници. Смештен је у двојној Крањско-љубљанској котлини, спуштеној између Јулијских и Камнишких Алпа. Град лежи на обе обале Саве, код ушћа Кокре, на надморској висини од 385 метара. Изграђен је на шљунковитој равни, усред густо насељеног Горењског. Лева притока Саве, Кокра, усекла је код Крања око 30 метара дубоку кањонску котлину у флувио-глацијалном конгломерату. По Крању је цела територија садашњег Горењског, Долењског и Нотранског раније називана Крањска, а Крањ је био престоница ове покрајине.
Крањ се налази у долини реке Саве, на месту где она излази из узаних долина северозападне Словеније у Средњословенску котлину. Градско језгро се сместило на месту улива речице Кокре у Саву. Северно од града издижу се Камнишки Алпи, а јужно Јулијски Алпи.
Град се, због својег географског положаја, убрзано развијао, те је као бивша престоница историјске покрајине Крањске, имао већи значај него Љубљана.

### Клима
У граду влада умерено континентална клима. Микроклима Крања је под великим утицајем околних Словенских Алпа. Високе планине утичу на снижавање температура, па просечна јануарска температура износи -2,5 °C, а средња јулска температура износи 19 °C. Годишња количина падавина повећана је и износи 1.484 милиметра.

### Воде
Кроз град протиче река Сава, а ту се у њу улива и речица Кокра.

## Историја
Крањ је веома старо насеље. На месту данашњег града постојало је насеље још у време Илира и старог Рима. У римско доба, на његовом месту налазило се утврђење Carnium.
У 13. веку јавља се данашње насеље, које ће захваљујући свом значају дати име покрајини Крањској. У следећим вековима Крањ постепено уступа првенство оближњој Љубљани, али задржава градски значај. Из тог времена остало је данас очувано старо градско језгро. Првобитно градско језгро налазило се на јужном делу терасасте избочине и било је опасано зидом. Стари Крањ је имао главну улицу која се проширивала у трг и две бочне улице. И поред пожара, он је добро очуван, и представља значајан споменик средњовековног урбанизма. Град се најпре ширио (од 16. века) ка северу, уз пут према Сави (Савско предграђе) и на обе кокрине терасе (Кокрско или Капуцинско предграђе).
Крањ је више векова био у поседу Хабзбурговаца. 1918. године, он се прикључује Краљевству Срба, Хрвата и Словенаца, касније Југославија, да би данас био један од водећих градова Словеније. Када се гласало о имену будуће државе, пре доношења Видовданског устава, становници су великом већином гласали (18 према 3) да југословенска држава понесе име "Србија". У центру града подигнуле су општинске власти велики Народни дом, испред уредили леп парк и у том парку августа 1926. године, освећен је споменик српском краљу Петру I Карађорђевићу. Посведочени пијетет према почившем краљу Ослободиоцу је ту био очекиван
Највећи део индустрије подигнут је у равници дуж Саве. У новије време Крањ се проширио преко Кокре, поред пута за Језерско и пута према Бледу. Поједина села са обе стране Саве, која су укључена у град, новији су његови делови, као и сасвим нове градске четврти (Злато Поље и Хује).

## Становништво
Крањ је 1754. године имао око 1.500 становника, а 1910 - 2.850 житеља. Према попису из 1921. године у граду је било 2.905 становника, а десет година касније 4.191 становника. При првом послератном попису 1948. године у граду је било 15.981 становника, 1953 - 17.827 становника, а при попису из 1961. имао је 21.477 становника. Априла 1971. године у Крању је живело 27.209 људи.
На градском подручју Крања данас живи око 70.000 становника, махом Словенаца. Уже насеље Крањ има око 37.129 становника.

## Привреда
Крањ данас спада у најразвијенија насеља Словеније захваљујући близини Љубљане.
Крањ је познат и као индустријски центар, прије свега електротехничке и машинске индустрије.

## Образовање
Као и сваки већи град у држави и Крањ има развијену мрежу основних и средњих школа. У граду постоје и високошколске установе, а крањска гимназија је прва гимназија у Словенији у којој се словеначки језик користио као наставни језик.

## Саобраћај
Са Љубљаном је повезан ауто-путем, а иста саобраћајница (Е61) у супротном смеру се наставља даље према Јесеницама, аустријској граници, Филаху и Минхену.
Крањ је жељезнички повезан са Јесеницама и Љубљаном, која представља главни жељезнички чвор Словеније.

## Партнерски градови
- Олдам
- Земун
- Сента
- Амберг
- Риволи
- Бања Лука
- Осијек
- Пула
- Херцег Нови